# کریم کوناته
کریم کوناته (انگلیسی: Karim Konaté؛ زادهٔ ۲۱ مارس ۲۰۰۴) بازیکن فوتبال اهل ساحل عاج است که در پست مهاجم برای باشگاه فوتبال ردبول زالتسبورگ در بوندس‌لیگا اتریش بازی می‌کند.
وی همچنین در تیم‌های ملی فوتبال زیر ۲۳ سال ساحل عاج و ساحل عاج بازی کرده‌است.